# Octave de Barral
Pour les articles homonymes, voir Famille de Barral et Barral.
Le comte Octave de Barral, né le 24 septembre 1877 à Soissons (Aisne) et mort pour la France le 5 août 1915 à Saint-Pierre-lès-Bitry (Oise), est un homme politique et hommes de lettres français.

## Biographie
Issu d'une famille de la noblesse du Dauphiné, et ancien membre de la conférence catholique Olivaint, il rejoint l'Action française où il devient le « grand ami » de Henri Lagrange,. En 1914, il crée et préside la fédération parisienne de la ligue d'Action française,. Il soutient l'initiative du Cercle Proudhon qui faisait scandale au sein de l'Action française,.
Collaborateur et ami de Charles Maurras, il travaille à exporter l'influence du maître de l'Action française en Angleterre et en Italie. C'est d'ailleurs Maurras qui écrivit, à la suite du décès de Barral, La vie et la mort d'Octave de Barral. 
Il était vice-président de La Revue hebdomadaire où il rédigeait une rubrique de politique extérieure et collabora régulièrement à La Revue critique des idées et des livres. Fort de sa culture historique et de sa connaissance en matière de politique étrangère, il avait pressenti avant la plupart des politiques contemporains la Première Guerre mondiale.
Quand la guerre arriva, Barral ne pensa qu'à une chose : être des soldats qui vont au front. Il s'efforça de faire partie du service armé, dont on lui refusait l'accès à cause de sa myopie et de son âge (36 ans). Il se trouvait classé pour la mobilisation dans les services auxiliaires, comme tous les hommes de son rang. Mais Barral voulait être des combattants. Un de ses amis raconte qu'« il dut déployer toute l'éloquence qu'on lui connaît pour persuader à l'autorité militaire qu'on tire très bien avec des lunettes ». Il réussit à être intégré au service armé, mais il s'efforça de ne pas être laissé au dépôt avec les gens de sa classe ; il voulait aller au feu. Barral partit fin août.
Le 22 septembre, au nord de Verdun, il eut la cuisse droite labourée par un éclat d'obus. Un peu plus tard il précisait à Georges Valois que « cette plaie négligeable était profonde de 33 centimètres ». Il se reposa en attendant que sa blessure ne se cicatrise. Il repartit au front dès qu'il le put. Tous ses camarades de combat dirent qu'il était « un homme courageux, toujours prêt pour les plus sales filons et complaisant envers tous ».
Octave de Barral est tué dans la nuit du 4 au 5 août 1915 alors qu'il était en sentinelle volontaire dans un poste avancé, il reçut une balle à la tête et tomba sur le coup. Un sous-lieutenant de son régiment a écrit une lettre à Madame la Comtesse de Barral dans laquelle il dit : « À jamais il restera l'exemple qu'il faut suivre pour réaliser toutes les vertus militaires, pour personnifier l'héroïsme le plus pur. »
Octave de Barral fut décoré de la Croix de guerre et cité à l'ordre de l'armée. Son nom est cité au Panthéon de Paris.

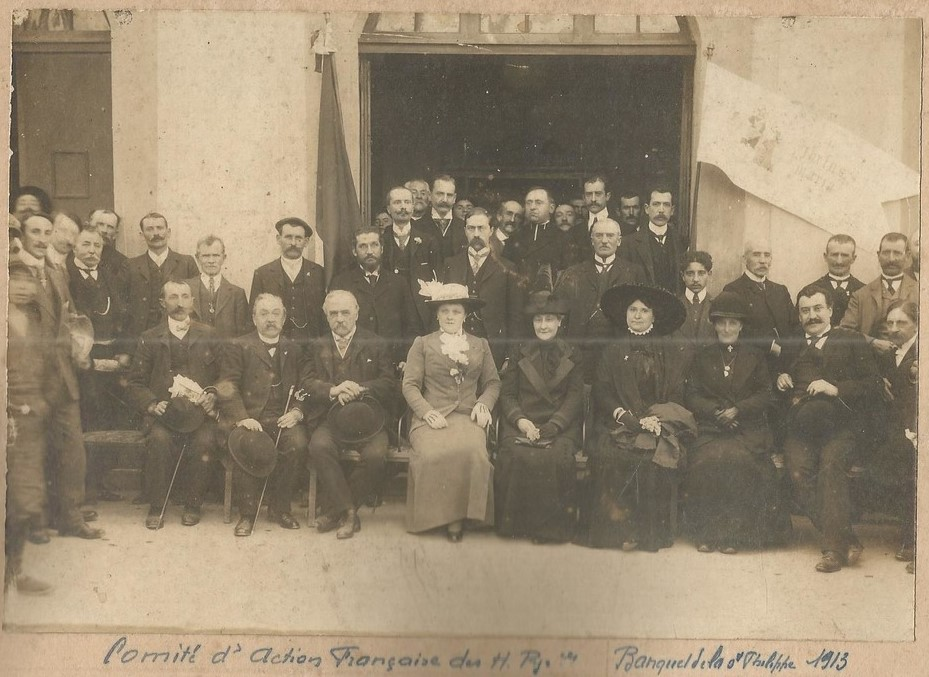
Octave de Barral lors d'une réunion du comité d'Action française des Hautes-Pyrénées à Tarbes en 1913 (derrière la femme au chapeau blanc).

## Vie familiale
Le comte de Barral se maria à Geneviève de Beaufranchet et eut deux enfants : Louise (qui épousa François de Sorbier de Pougnadoresse, sans postérité) et Fernand (qui intégrera les FFL pendant la Seconde Guerre mondiale), qui  épousa France Marbot et eurent six enfants.

## Distinctions
- Croix de guerre 1914–1918[10]